# Afonso Alves
Pour les articles homonymes, voir Alves (homonymie), Martins et Júnior.
Afonso Alves, né le 20 janvier 1981 à Belo Horizonte (Brésil), est un footballeur brésilien.

## Biographie
Afonso Alves commence sa carrière à l'Atlético Mineiro, puis rejoint en 2002 l'Allsvenskan avec le Örgryte IS. En 2004, il part à Malmö, où il remporte le championnat de Suède la même année. Il y reste un an de plus, et marque 14 buts en 24 matches, avant de partir à Heereveen en 2006 pour environ 4,5 millions d'euros.
Avec une indemnité de transfert 4,5 millions d'euros, il constitue le plus gros achat jamais réalisé par le club néerlandais. Pour sa première saison au club, il termine meilleur buteur avec 34 réalisations en 31 matchs, un nouveau record pour Heereveen. De ce fait, de grands clubs européens se mettent sérieusement en tête de le recruter.
Le 7 octobre 2007, il réalise l'exploit de marquer 7 buts dans le même match lors du match SC Heerenveen -Heracles Almelo (9-0), attirant par la même occasion la convoitise de nombreux cadors européens, en particulier Liverpool et Manchester City, dont des superviseurs étaient présents dans les tribunes ce jour-là.
Au mercato d'hiver 2008, le joueur est parti pour être transféré à l'AZ Alkmaar pour un montant de 18 millions d'euros. Mais faute d’accord sur les prétentions salariales du joueur, les discussions entrent les deux clubs sont rompues.
Finalement, le joueur s'engage pour 4 ans avec le club anglais de Middlesbrough. L'indemnité de transfert versé à Heerenveen s'élève à 20 millions d'euros.
Il marque son premier but et son premier doublé en Premier league le 6 avril 2008 lors de la rencontre contre Manchester United (2-2).
Dans les dernières heures du mercato, il s'engage avec le club qatari Al Sadd Doha, malgré une place de titulaire indiscutable avec le club de Middlesbrough FC qui vient de subir la relégation. Le club anglais touche 12 millions d'euros dans la transaction.
Après 6 mois, il est prêté au club d'Al-Rayyan SC en janvier 2010.

## Statistiques
| Club                       | Season  | Qatar Stars League | Qatar Stars League | Qatari Stars Cup   | Qatari Stars Cup   | Coupe de l'Emir | Coupe de l'Emir | Asie    | Asie   | Total   | Total |
| Club                       | Season  | Matches            | Buts               | Matches            | !Buts              | Matches         | Buts            | Matches | Buts   | Matches | Buts  |
| -------------------------- | ------- | ------------------ | ------------------ | ------------------ | ------------------ | --------------- | --------------- | ------- | ------ | ------- | ----- |
| Al Rayyan                  | 2010–11 | 9                  | 4                  | 3                  | 3                  | 0               | 0               | 0       | 0      | 12      | 7     |
| Al Rayyan                  | 2009–10 | 7                  | 7                  | 0                  | 0                  | 3               | 2               | 7       | 9      | 17      | 18    |
| Al-Sadd                    | 2009–10 | 12                 | 2                  | 3                  | 1                  | 0               | 0               | 0       | 0      | 15      | 3     |
| Club                       | Season  | Premier League     | Premier League     | FA Cup             | FA Cup             | Carling Cup     | Carling Cup     | Europe  | Europe | Total   | Total |
| Club                       | Season  | App                | Goals              | App                | Goals              | App             | Goals           | App     | Goals  | App     | Goals |
| Middlesbrough              | 2008–09 | 31                 | 4                  | 1                  | 3                  | 1               | 0               | 0       | 0      | 33      | 7     |
| Middlesbrough              | 2007–08 | 11                 | 6                  | 3                  | 0                  | 0               | 0               | 0       | 0      | 14      | 6     |
| Club                       | Season  | Eredivisie         | Eredivisie         | Coupe des Pays-Bas | Coupe des Pays-Bas |                 |                 | Europe  | Europe | Total   | Total |
| Club                       | Season  | App                | Goals              | App                | Goals              | App             | Goals           | App     | Goals  | App     | Goals |
| SC Heerenveen              | 2007–08 | 8                  | 11                 | 1                  | 0                  |                 |                 | 1       | 0      | 10      | 11    |
| SC Heerenveen              | 2006–07 | 31                 | 34                 | 1                  | 0                  |                 |                 | 6       | 3      | 38      | 37    |
| Club                       | Season  | Allsvenskan        | Allsvenskan        | Coupe de Suède     | Coupe de Suède     |                 |                 | Europe  | Europe | Total   | Total |
| Club                       | Season  | App                | Goals              | App                | Goals              | App             | Goals           | App     | Goals  | App     | Goals |
| Malmö FF                   | 2006    | 7                  | 3                  | 0                  | 0                  |                 |                 | 0       | 0      | 7       | 3     |
| Malmö FF                   | 2005    | 24                 | 14                 | 3                  | 0                  |                 |                 | 6       | 3      | 33      | 17    |
| Malmö FF                   | 2004    | 24                 | 12                 | 1                  | 0                  |                 |                 | 2       | 0      | 27      | 12    |
| Örgryte IS                 | 2003    | 21                 | 10                 | 3                  | 3                  |                 |                 | 2       | 2      | 26      | 15    |
| Örgryte IS                 | 2002    | 18                 | 13                 | 0                  | 0                  |                 |                 |         |        | 18      | 13    |
| Atlético Mineiro           | 2001–02 | 0                  | 0                  | 0                  | 0                  | 0               | 0               | 0       | 0      | 3       | 1     |
| Atlético Mineiro           | Total   | 194                | 116                | 16                 | 7                  | 4               | 2               | 24      | 17     | 242     | 144   |
| a Mise à jour janvier 2011 |         |                    |                    |                    |                    |                 |                 |         |        |         |       |

## Palmarès
- En sélection :  Brésil
  - Vainqueur de la Copa América en 2007
- Malmö FF
  - Vainqueur du championnat de Suède en 2004
- SC Heerenveen
  - Meilleur buteur du championnat des Pays-Bas en 2007 (34 buts)
  - Meilleur buteur mondial de l'année de première division en 2007
- Al-Rayyan SC
  - Vainqueur de la Coupe de l'Emir en 2010